# Ugo Pendini
Ugo Pendini (Venezia, 14 agosto 1853 – circa 1895) è stato un pittore italiano.

## Biografia
Dal 1875 al 1880 frequentò l'Accademia di Belle Arti di Firenze, in seguito si trasferì a Napoli per studiare sotto Domenico Morelli presso l'Accademia di Belle Arti di Napoli, tuttavia dopo un anno Morelli lasciò l'Accademia, allora Pendini ritornò a Firenze, poi a Roma e a Venezia. Depinse anche ritratti della propria famiglia, la signora Rosselli Nathan, il professor Rasi e altri. Ha dipinto anche la veduta pittoresca della Laguna veneziana.